# Aname tasmanica
Aname tasmanica är en spindelart som beskrevs av Henry Roughton Hogg 1902. Aname tasmanica ingår i släktet Aname och familjen Nemesiidae.
Artens utbredningsområde är Tasmanien. Inga underarter finns listade i Catalogue of Life.